# 1976年全豪オープン
1976年 全豪オープン（1976ねんぜんごうオープン、Australian Open 1976 ）は、オーストラリア・メルボルン市内にある「クーヨン・テニスクラブ」にて、1975年12月26日から1976年1月4日まで開催された。

## 大会の流れ
- 本年度の全豪オープンは、1975年と1976年の年末年始をまたいで行われた。決勝戦の日が年始の1月4日であったことから、1976年の年頭開催大会として扱う。
- 大会会場はメルボルン市内にある「クーヨン・テニスクラブ」の芝生コートで開催。
- 男子シングルスは「64名」の選手による6回戦制で行われた。女子シングルスは「32名」の選手による5回戦制で、シード選手は8名であった。
- 混合ダブルスは、1970年から1985年まで競技の実施が中止されていた。したがって、記事中の「決勝戦の結果」に混合ダブルスはなく、4部門のみの記載になる。

## シード選手

### 男子シングルス
1. ケン・ローズウォール　（ベスト4）
2. ジョン・ニューカム　（準優勝）
3. トニー・ローチ　（ベスト8）
4. スタン・スミス　（3回戦）
5. フィル・デント　（2回戦）
6. ジェフ・マスターズ　（2回戦）
7. ロス・ケース　（ベスト8）
8. アラン・ストーン　（2回戦）
9. ボブ・カーマイケル　（1回戦）
10. チャーリー・パサレル　（3回戦）
11. レイ・ラッフェルズ　（ベスト4）
12. ブライアン・フェアリー　（3回戦）
13. ディック・クリーリー　（ベスト8）
14. キム・ウォーウィック　（3回戦）
15. レイ・ムーア　（3回戦）
16. シド・ボール　（3回戦）

### 女子シングルス
1. イボンヌ・グーラゴング・コーリー　（優勝、大会3連覇）
2. ケリー・レイド　（1回戦）
3. ヘルガ・マストホフ　（ベスト8）
4. スー・バーカー　（2回戦）
5. レナータ・トマノワ　（準優勝）
6. ヘレン・グーレイ　（ベスト4）
7. レスリー・ターナー・ボウリー　（ベスト8）
8. ジャネット・ヤング　（2回戦）

## 大会経過

### 男子シングルス
準々決勝
- ケン・ローズウォール vs.  ブラッド・ドルウェット　6-4, 3-6, 6-2, 6-2
- マーク・エドモンドソン vs.  ディック・クリーリー　7-5, 7-6, 6-2
- レイ・ラッフェルズ vs.  トニー・ローチ　7-6, 2-6, 6-7, 7-6, 6-4
- ジョン・ニューカム vs.  ロス・ケース　6-4, 6-4, 6-1

準決勝
- マーク・エドモンドソン vs.  ケン・ローズウォール　6-1, 2-6, 6-2, 6-4
- ジョン・ニューカム vs.  レイ・ラッフェルズ　6-4, 6-4, 7-6

### 女子シングルス
準々決勝
- イボンヌ・グーラゴング・コーリー vs.  レスリー・ターナー・ボウリー　6-1, 7-6
- ヘレン・グーレイ vs.  ハイジ・アイスターレーナー　6-3, 6-7, 6-2
- レナータ・トマノワ vs.  ヘルガ・マストホフ　4-6, 7-5, 6-1
- エリザベス・エクブロム vs.  クリス・マティソン　4-6, 6-3, 6-1

準決勝
- イボンヌ・グーラゴング・コーリー vs.  ヘレン・グーレイ　6-3, 6-3
- レナータ・トマノワ vs.  エリザベス・エクブロム　6-3, 6-2

## 決勝戦の結果
- 男子シングルス： マーク・エドモンドソン vs.  ジョン・ニューカム　6-7, 6-3, 7-6, 6-1
- 女子シングルス： イボンヌ・グーラゴング・コーリー vs.  レナータ・トマノワ　6-2, 6-2
- 男子ダブルス： ジョン・ニューカム＆ トニー・ローチ vs.  ロス・ケース＆ ジェフ・マスターズ　7-6, 6-4
- 女子ダブルス： イボンヌ・グーラゴング・コーリー＆ ヘレン・グーレイ vs.  レスリー・ターナー・ボウリー＆ レナータ・トマノワ　8-1 （短縮1セット・マッチ、両組の同意による）

## みどころ
- 男子シングルス優勝者のマーク・エドモンドソンは、全豪オープンの大会史上初めてノーシードから優勝した。エドモンドソンの当時の世界ランキング「212位」は、歴代優勝者の中でも最低順位記録であった。これは同時に、現時点ではオーストラリア人男子選手による最後の全豪オープン優勝でもある。